# Choerodon paynei
Choerodon paynei Whitley, 1945  è un pesce d'acqua salata appartenente alla famiglia Labridae.

## Distribuzione e habitat
Proviene dalle zone sub-tropicali dell'ovest dell'Australia, nell'oceano Indiano. Ha un areale abbastanza ristretto: è stato localizzato soltanto da Dirk Hartog Island. Vive nelle barriere coralline.

## Descrizione
La dimensione massima che possono raggiungere gli esemplari di questa specie non è nota.

## Riproduzione
È oviparo e la fecondazione è esterna; non ci sono cure verso le uova.

## Conservazione
Questa specie viene classificata come "dati insufficienti" (DD) dalla lista rossa IUCN perché le informazioni disponibili su questa specie sono davvero troppo poche per poter individuare eventuali minacce.